# Graptophyllum insularum
Graptophyllum insularum är en akantusväxtart som först beskrevs av Asa Gray, och fick sitt nu gällande namn av A. C. Smith. Graptophyllum insularum ingår i släktet Graptophyllum och familjen akantusväxter. Inga underarter finns listade i Catalogue of Life.